# ستيفن فان ديجيك
ستيفن فان ديجيك (23 أغسطس 1969 في هولندا - ) (بالهولندية: Steven van Dijk)‏ هو لاعب كريكت هولندي. شارك مع منتخب هولندا للكريكت.

## وصلات خارجية
- ستيفن فان ديجيك على موقع إي آس بي آن كريك إنفو (الإنجليزية)